# Korba (Tunézia)
Korba ( arabul: قربة, qorbā ), az ősi Curubis, város Tunéziában, a Cap Bon keleti partján. Ez volt a ciprusi karhágói püspök száműzetés helye vértanúságának évében. A modern Korba a Nabeul-i kormányzóban van, 2014-ben 48 314 lakos volt. 

## Története
Az ókori földrajztudósok és útvonalak már említették az afrikai part mentén, Clupea (a modern Kelibia) és Neapolis (modern Nabeul) között fekvő Curubis városát. 
Nevét egy a római polgárháború idejéből származó felirat említette először, amely szerint pompeói tábornokok, P. Attius Varus és Gaius Considius Longus erősítették meg a várost 46-ban.  A polgárháború utáni években a város Colonia Iulia Curubis néven volt ismert.
A városnak saját színháza is volt. Vízvezetékének maradványai a mai időkig láthatók; és egy Curubisban lévő egykori mozaikábrázolás szerint a város rendelkezett egy olyan kikötővel is, amely nem maradt fenn.
411-ig Curubisnak, mint sok más afrikai városnak is, saját püspöke volt. A püspökség túlélte a vandál és az ortodox bizánci birodalmakat, és csak Maghreb muszlim hódításával szűnt meg.
Püspökök:
- 257-ben a ciprusi kardoszi püspököt ide száműzték.
- 411-ben Donatista Viktor részt vett a Karthágó (411) közötti közös konferencián a katolikus és donautista püspökök között.
- 484-ben Félix részt vett a Tanácsban, amelyet az arian király Huneric hívott össze, majd Korzikára száműzték.
- Peregrinus Carthage tanácsában volt (525) .
- Bennatus a Monothelitizmus elítélését írta alá a Carthage Tanácsban (646).

## A  mai város
A város vasárnap délelőtti vásárairól híres. 
A közelben található a Club Mediterranée ismert nyaraló intézmény vakációfaluja.

## Galéria

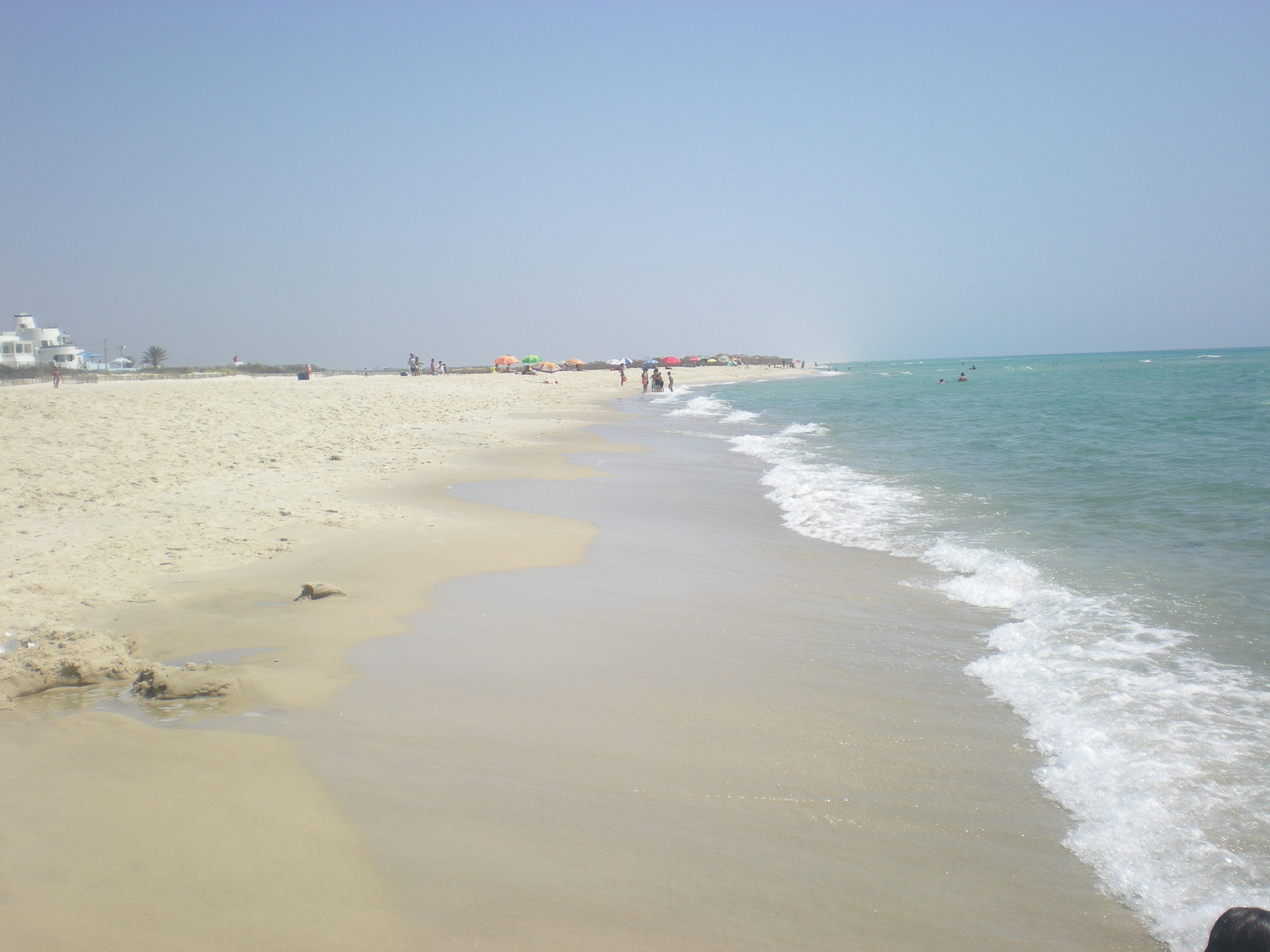
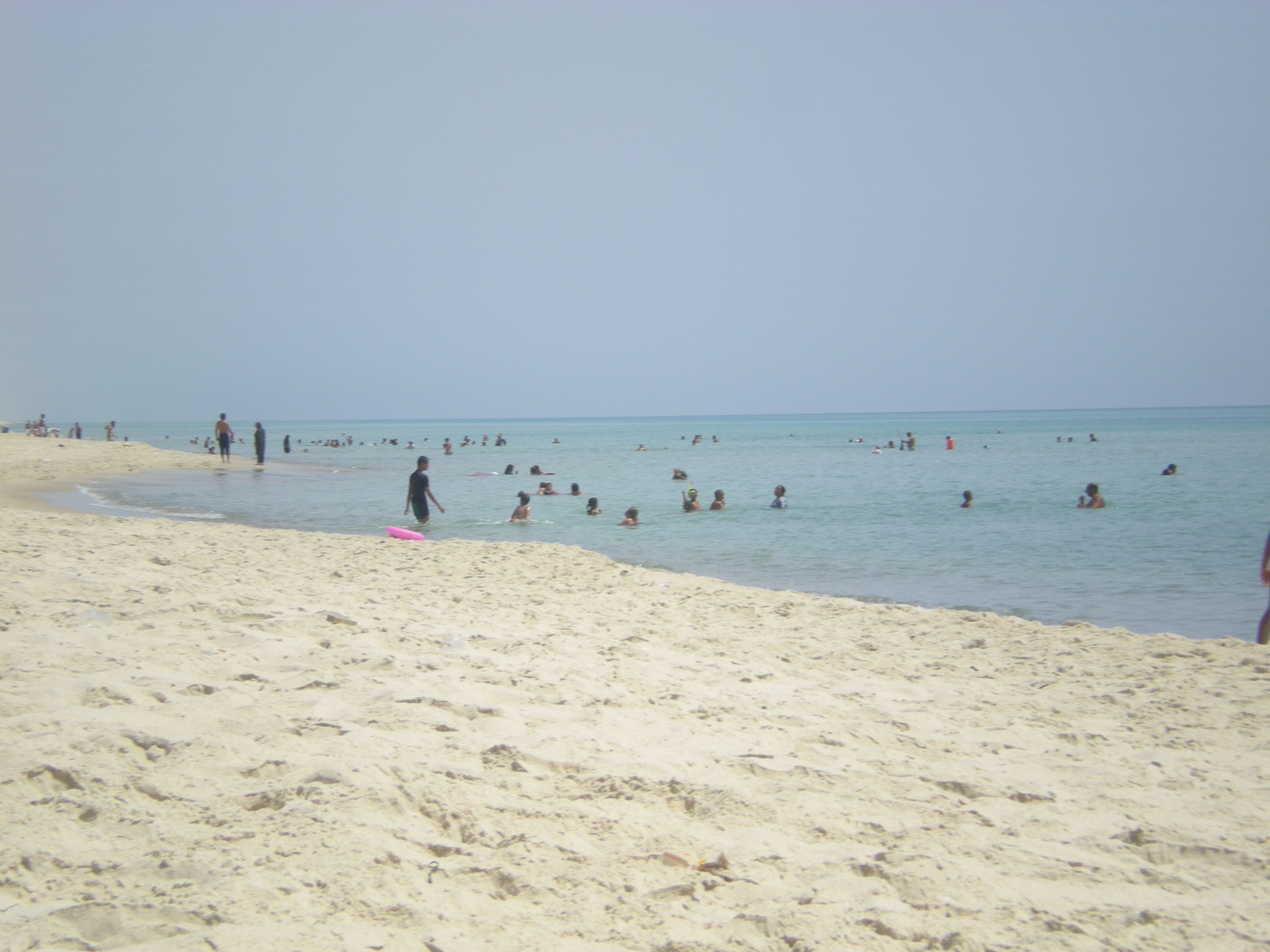
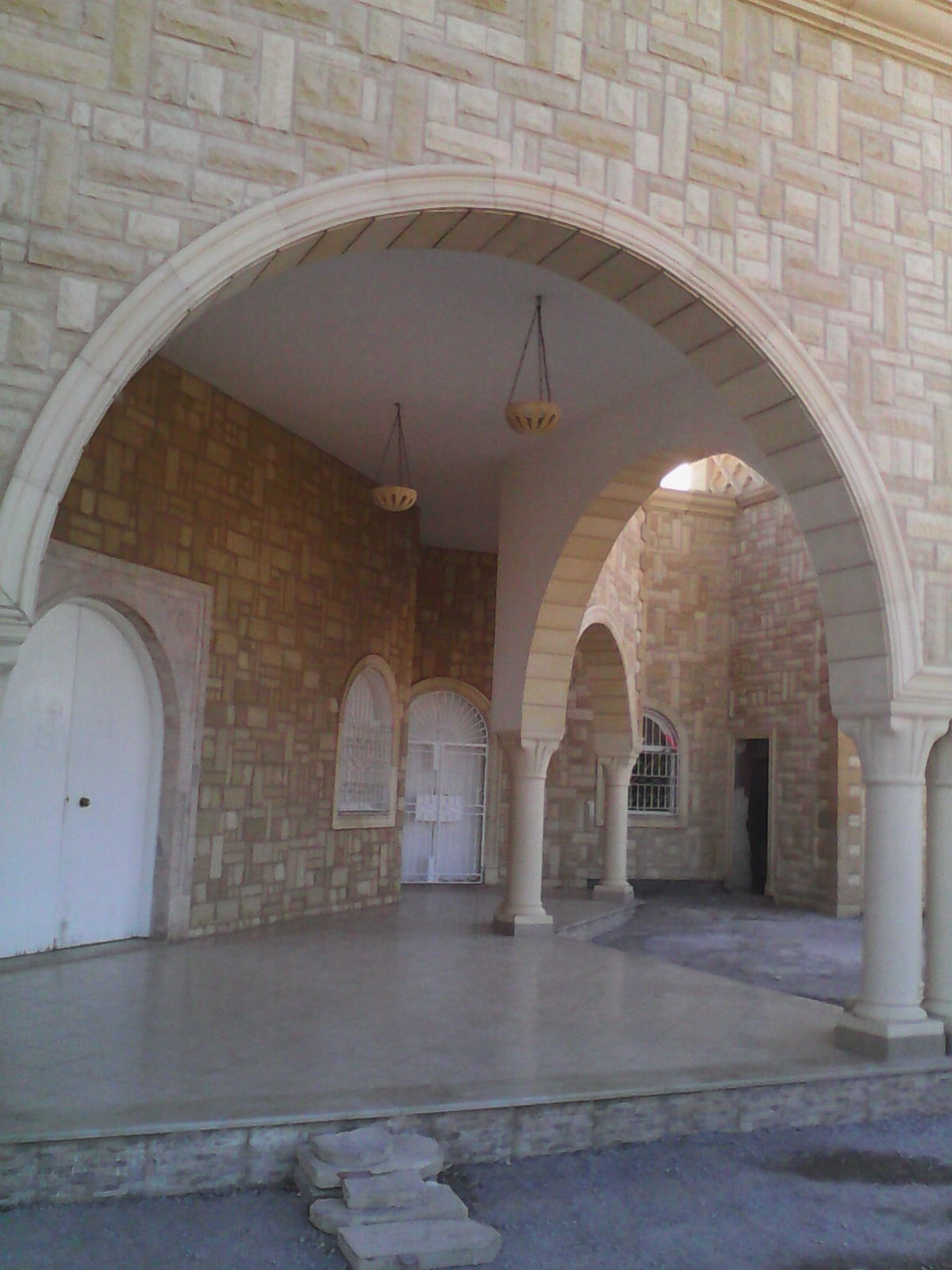
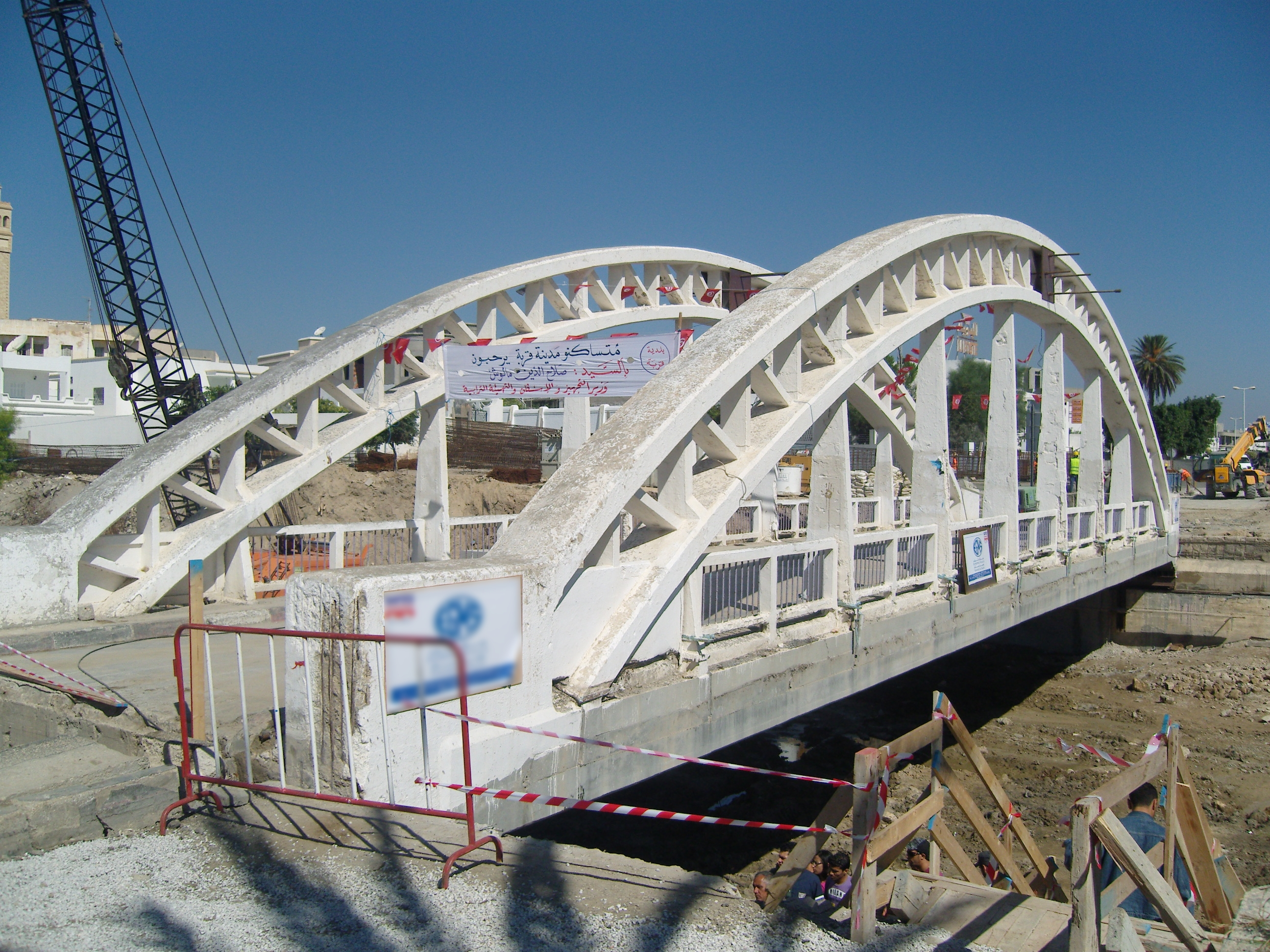